# Hauptfeldweibel
Der Hauptfeldweibel (Abk. Hptfw, französisch Sergent-major chef, sgtm chef, italienisch Sergente maggiore capo, sgtm capo) ist ein Dienstgrad der Schweizer Armee. Er wurde am 1. Januar 2004 als neuer Grad für Einheitsfeldweibel eingeführt. Der Hauptfeldweibel ist für den Dienstbetrieb einer Kompanie zuständig (Fachtechnische Unteroffiziere tragen weiterhin den Grad Feldweibel).
In Auslandeinsätzen wird er als Chief Sergeant Major bezeichnet (CSM). NATO-Rangcode: OR-7.
Das Dienstgradabzeichen zeigt bei der Schweizer Armee zwei übereinander stehende Winkel mit einem quer liegenden Balken darunter und einem in ein Blattwerk eingefasstes Schweizerkreuz (Ordonnanzkreuz) darüber. 
Der Einheitsfeldweibel wird oft als rechte Hand des Kompaniekommandanten bezeichnet. Er unterstützt den Kommandanten bei den meisten Belangen des inneren Dienstes in der Kaserne und bei der Logistik.

## Pflichten
Das Pflichtenheft des Hauptfeldweibels ist recht umfangreich und vielfältig. Er kann für einzelne Aufgaben auch Stellvertreter einsetzen – die abschliessende Verantwortung trägt jedoch er. 

### Dienstbetrieb
Die primäre Verantwortung des Einheitsfeldweibels liegt bei der Organisation des Dienstbetriebs. Er ist für eine pünktliche Tagwache der Mannschaft und für pünktlichen Arbeitsbeginn (Antrittsverlesen) zuständig. Beim Abendverlesen überprüft er, ob die Truppe rechtzeitig und vollständig im Kantonnement anwesend ist. 

### Kommandierungen
Der Hauptfeldweibel überprüft regelmässig die Bestände der Truppe und meldet – typischerweise beim Antrittsverlesen – diese dem Kompaniekommandanten. Er befiehlt besondere Aufgaben im Kasernendienst, darunter die Wacheinteilungen oder die Reinigungsmannschaft. 

### Unterkunft & Hygiene
Der Hauptfeldweibel ist für die Unterkunft verantwortlich. Er sorgt dafür, dass der Kompanie eine geeignete Unterkunft für die Dauer der Dienstleistung zur Verfügung steht. Während des Dienstes überwacht er die Ordnung in der Unterkunft. Er ist auch für die hygienischen Belange der Truppe zuständig, sorgt also dafür, dass genügend Zeit und Möglichkeiten für die Körperpflege vorhanden sind. Benötigt ein Soldat ärztliche Hilfe, ist er für die Organisation eines Arzttermins oder des benötigten Transportes zuständig – in der Regel in Zusammenarbeit mit dem Transportoffizier und, falls vorhanden – dem zugewiesenen Truppenarzt. 

### Munition & Ausrüstung
Eine weitere, wichtige Aufgabe besteht in der Verwaltung der zugeteilten Ausrüstung. Der Feldweibel verteilt – normalerweise unter Mithilfe eines Materialsoldaten – die persönliche Ausrüstung an die Soldaten. Er überprüft regelmässig deren Vollständigkeit und Einsatzbereitschaft. 
In Zusammenarbeit mit dem technischen Feldweibel der Einheit organisiert er auch die Zuteilung von einsatz- oder funktionsbezogenem Material wie Spezialwaffen oder Telekommunikationsausrüstungen. 
Er ist für die Logistik und eventuell benötigte Ersatz- und Nachschublieferungen verantwortlich, sorgt also dafür, dass das benötigte Material rechtzeitig und einsatzbereit am Einsatzort ist, dazu gehören auch Betriebsmittel wie Munition, Treibstoffe oder auch Lebensmittel. Besonders aufwändig ist dies bei Einheiten, die aufgrund ihrer Aufgabe im Einsatz auf ein sehr grosses Gebiet verteilt sind, wie etwa Übermittlungstruppen.
Im Falle, dass der Kompanie kein Transportoffizier zugeteilt ist, gehört die Verwaltung der Fahrzeuge und Organisation vom Transport der Mannschaft auch zum Aufgabenbereich des Einheitsfeldweibel.
| Logo der Schweizer Armee | Niedrigerer Grad Feldweibel | Unteroffiziersgrad Hauptfeldweibel Fourier | Höherer Grad Adjutant Unteroffizier |
| Einordnung: Mannschaften – Unteroffiziere – Höhere Unteroffiziere – Subalternoffiziere – Hauptleute – Stabsoffiziere – Höhere Stabsoffiziere – Oberbefehlshaber der Armee |                             |                                            |                                     |
| Überblick: Grade der Schweizer Armee |                             |                                            |                                     |